# 廣福郡
广福郡，中国南北朝时设置的郡。又作安富郡。
南朝梁置广福郡，治所广福县（今湖北省丹江口市西北、郧阳区东南），属东梁州。承圣二年（553年）被西魏占领，北周沿置，改属丰州，下辖广福县。隋文帝开皇三年（583年）废广福郡，广福县属均州。